# Inscripción rúnica de Bo gård
La inscripción rúnica U Fv1986;84 es el número de catálogo de Rundata para un monumento a la época vikinga que se encuentra en Bo gård en la isla de Lidingö en Uppland, Suecia.

## Descripción
Esta piedra rúnica fue descubierta en 1984 y está tallada en una roca situada en la isla de Lidingö. La inscripción, que mide unos 2 metros de alto por 1,4 metros de ancho, consiste en un texto rúnico tallado en una serpiente entrelazada. Hay una cruz cristiana cerca de la parte superior del diseño. La inscripción está clasificada como tallada en estilo rúnico Pr3 - Pr4, que también es conocido como el estilo Urnes. Este estilo de piedra rúnica se caracteriza por animales delgados y estilizados que se entrelazan en patrones apretados. Las cabezas de los animales se ven típicamente de perfil con delgados ojos en forma de almendra y apéndices rizados hacia arriba en las narices y los cuellos.
El texto rúnico comienza en la parte inferior de la inscripción y se lee en el sentido de las agujas del reloj a lo largo de la serpiente. El texto dice que el maestro rúnico Åsmund Kåresson talló las runas en memoria de su abuelo Steinn. Se sabe que Åsmund estuvo activo en el área de Uppland en la primera mitad del siglo XI. Otras piedras rúnicas sobrevivientes que están listadas en Rundata como firmadas por Åsmund incluyen la U 301 en Skånela, la en la actualidad perdida U 346 en Frösunda, la U 356 en Ängby, la perdida U 368 en Helgåby, la U 824 en Holm, el U 847 en Västeråker, U 859 en Måsta, U 871 en Ölsta, U 884 en Ingla, U 932 en la catedral de Uppsala, U 956 en Vedyxa, U 969 en Bolsta, el ahora perdido U 986 en Kungsgården, U 998 en Skällerö, U 1142 en Åbyggeby, U 1144 en Tierp, U 1149 en Fleräng, U Fv1988; 241 en Rosersberg, Gs 11 en Järvsta, Gs 12 en Lund, y Gs 13 en Söderby. El texto rúnico también dice que los hijos de Steinn se llamaban Sibbi, Geirbjǫrn, y Ulfr, pero se desconoce cuál de ellos era el padre de Åsmund.
La inscripción es algo inusual, ya que es un monumento a un abuelo. En toda Escandinavia, solo nueve piedras rúnicas mencionan a los abuelos y las otras ocho piedras rúnicas que lo hacen están en el área alrededor del lago Mälaren.
La designación de Rundata para esta inscripción de Uppland, U Fv1986;84, se refiere al año y número de página de la edición de Fornvännen en la que se describió por primera vez.

## Texto
Nórdico antiguo:  Ásmu[n]dr  ris[ti] rúnar eptir Stein, fǫðurfǫður sinn, ok fǫður Sibba ok Geirbjarnar ok Ulfs. Hér merki mikit at mann góðan.
Traducción: Ásmundr talló las runas en memoria de Steinn, el padre de su padre, y el padre de Sibbi y Geirbjǫrn y Ulfr. Aquí se encuentra un gran hito en memoria de un buen hombre.

## Transliteración
La transliteración de la inscripción es:
asmu-tr ... ris-- * runaʀ * eftiʀ × stein * faþurs*faþur * sin * auk * faþur * siba * ok × geiʀbiarnaʀ × aok ... ulfs * eaʀ * merki * mikit * at * man * koþan ×